# Austin Winkler
Austin John Winkler (Oklahoma City, 25 de outubro de 1981), é um cantor e compositor norte-americano, foi vocalista e fundador da banda de Post-grunge e hard-rock Hinder, junto com Joe Garvey (guitarra), e Cody Hanson (bateria).
Winkler permaneceu na banda por 12 anos, quando anunciou sua saída por motivos pessoais em 20 de Novembro de 2013.
Atualmente, Winkler segue carreira solo.

## Biografia

### Carreira
Antes da formação de Hinder em 2001, Winkler cantava covers nos clubes de Oklahoma City, durante alguns eventos conheceu Joe Garvey (guitarrista), e Cody Hanson (baterista).
O trio começou a desenvolver seu primeiro EP ''Far From Close'' em 2003 onde conseguiram vender 5 mil cópias. No ano seguinte, começaram a trabalhar em um novo material, que atraiu o interesse de várias gravadoras. Em pouco tempo, fecharam contrato com a Universal, lançando o primeiro álbum de estúdio ''Extreme Behavior'', elevando o nome da banda no mercado musical.
No final de 2012, Winkler declarou que estava entrando em um programa de reabilitação para tratar seu vício com drogas, e que estaria se ausentando do Hinder.
No dia 20 de novembro de 2013, Winkler anunciou oficialmente que estava deixando a banda, após 12 anos como integrante.
No ano seguinte, Winkler anunciou que estaria seguindo carreira solo, e em 22 de abril de 2016, lançou seu primeiro álbum ''Love Sick Radio'' com 6 faixas.
Em Agosto de 2017, os integrantes do Hinder, abriram um processo contra Winkler alegando que o ex-vocalista estava utilizando o nome da banda para promover suas apresentações solo. O processo afirma que Winkler ao sair do grupo, assinou um contrato afirmando que não teria direitos comerciais, e nem promocionais, com relação ao seu passado na banda.

### Vida pessoal
Austin começou a tocar violão sozinho quando tinha 15 anos enquanto escutava canções de rock que tocavam nas rádios. Suas influências musicais são Steven Tyler (Aerosmith), Vince Neil (Motley Crue), e Josh Todd (Buckcherry). Quando estava no ensino médio começou a escrever as primeiras letras, e começou a cantar covers em uma pequena banda, ele abandonou o grupo quando viu que não queriam tocar suas canções.
Winkler se casou no Havaí em Julho de 2008 com Jami Miller. Se conheceram em 2007 durante as gravações do cover Born to be Wild, de Steppenwolf, Jami atuava como dançarina no clipe.
No final de 2007, Winkler foi preso por suspeita de dirigir embriagado em sua festa de noivado.
Austin e Jami se divorciaram no final de 2014.

## Trabalhos

### Hinder (vocais e composição)
- Far from close (2003)
- Extreme Behavior (2004)
- Take it to the limit (2008)
- All American Nightmare (2010)
- Welcome to the Freakshow (2012)

### Cantor solo
- Love Sick Radio (2016)